# Поучения Кагемни
«Поучения Кагемни» («Поучения для Кагемни») — древнеегипетское литературное произведение жанра «поучений» (sb3 jt), созданное в эпоху Древнего царства, но дошедшее до нас в копиях Среднего царства. Излагает правила хорошего тона в виде наставлений взрослого молодому поколению.

## Рукопись

### Источник
Произведение сохранилось не полностью на «Папирусе Присса» и не копировалось в Новом царстве, как, например, «Поучения Птаххотепа». «Поучения для Кагемни» относится к VI династии, тогда как «Папирус Присса» составлен при XII династии (около 1991—1783 до н. э.). Поучение занимают в нём две страницы перед полным текстом «Поучения Птаххотепа» и содержит 4 наставления, короткое заключение и колофон. Рукопись относится к XI—XII династиям, когда иератическое письмо переходило из вертикального к горизонтальному написанию. «Папирус Присса» найден французским востоковедом Эмилем Приссом в Фивах в 1857 году и с тех пор хранится в Национальной библиотеке Франции в Париже (№ 183—194).
Существует предположение, что произведение придумано и записано в период Среднего царства, а искусственное удревнение призвано придать большую силу воздействия.

### Переводы
Впервые факсимильная копия опубликована в 1847 году, затем в 1911. Первый перевод осуществил английский египтолог Батискомб Ганн в 1918 году. Также переводами произведения занимались Адольф Эрманн (1927), Франтишек Лекса (1928), Алан Х. Гардинер (1946), Уильям К. Симпсон (1972), Мириам Лихтхейм (1973), Хелльмут Бруннер (1988).

### Автор
Поучение Кагемни оканчивается упоминанием имени Кагемни — будущего визиря-чати фараона Снофру из IV династии (ок. 2575 до н. э.) или фараона Хуни из III династии. В самом произведении говорится, что фараон Хуни преставился, и на престол взошёл Снофру.
Автором и отцом Кагемни, для кого составлялось поучение, по мнению египтологов, может быть Каирсу (Каирес), чьё имя упомянуто среди других выдающихся мудрецов в Папирусах Честера Битти (IV verso). Другие учёные считают самого Кагемни автором поучений.

## Содержание
Мудрый чати, чьё имя осталось неизвестным, обращается с наставлениями, которым он сам следовал, к «детям», что также может переводиться и как «ученики». Среди них назван Кагемни, по имени которого произведение получило в наши дни своё название. 
«Счастливым останется скромный».
В форме беседы излагаются некоторые нормы поведения для свободного человека, как вести себя за общим столом — нужно сдерживать свой аппетит, но не обижать презрением не следующих этому правилу; стараться не быть болтливым и высокомерным, «ибо не ведомо, что совершит бог, когда он накажет». В заключении упоминается и судьба Кагемни, поднявшегося до должности визиря-чати при фараоне Снофру.

## Анализ
Произведение среди других примеров «Поучений» является источником информации об этических и моральных принципах древних египтян.
Древнеегипетским произведениям жанра имеются соответствия в библейской письменности, носящей имена Соломона и Сирахида.

### Иноязычная
- Allen J. P. The Instructions of Kagemni’s Father and Ptahhotep (англ.) / James P. Allen. — Middle Egyptian Literature: Eight Literary Works of the Middle Kingdom. — Cambridge University Press, 2014. — 458 p.
- Gardiner A. H. The Instruction to Kagemni and his brethren (англ.) // Journal of Egyptian Archaeology. — London, 1946. — No. 32. — P. 71—74.
- Gunn, Battiscombe. The Instruction of Ptah- Hotep and the Instruction of Ke’Gemni (англ.). — Echo Library, 2010. — P. 56.
- Gustave Jequier. Le Papyrus Prisse et ses variantes (фр.). — Paris, 1911.